# Jabłoń (Pisz)
Jabłoń (deutsch Jablon, 1938 bis 1945 Wasserborn) ist ein Ort in der polnischen Woiwodschaft Ermland-Masuren, der zur Gmina Pisz (Stadt- und Landgemeinde Johannisburg) im Powiat Piski (Kreis Johannisburg) gehört.

## Geographische Lage
Jabłoń liegt hundert Meter östlich des Falkensees (polnisch Jezioro Brzozolasek) im südlichen Osten der Woiwodschaft Ermland-Masuren, vier Kilometer südwestlich der Kreisstadt Pisz (deutsch Johannisburg).

## Geschichte
Der ursprünglich aus einem kleinen Gehöft und vor 1898 Jablonnen genannte Ort wurde 1823 gegründet. Bis 1945 war er in die Gemeinde Wonglik (1938 bis 1945 Wasserborn, polnisch Wąglik) eingemeindet und mit deren Geschichte im Kreis Johannisburg im Regierungsbezirk Gumbinnen (ab 1905: Regierungsbezirk Allenstein) in der preußischen Provinz Ostpreußen verbunden. Im Jahre 1905 zählte Jablon neun Einwohner in nur einem Wohnhaus.
In Kriegsfolge kam der seit 1938 Wasserborn genannte Ort im Jahre 1945 mit dem gesamten südlichen Ostpreußen zu Polen und erhielt die polnische Namensform „Jabłoń“. Heute ist er eine Ortschaft im Verbund der Stadt- und Landgemeinde Pisz (Johannisburg) im Powiat Piski (Kreis Johannisburg), bis 1998 der Woiwodschaft Suwałki, seither der Woiwodschaft Ermland-Masuren zugeordnet.

## Religionen
Bis 1945 war Jablon in die evangelische Kirche Johannisburg in der Kirchenprovinz Ostpreußen der Kirche der Altpreußischen Union und in die römisch-katholische Kirche in Johannisburg im damaligen Bistum Ermland eingepfarrt.
Heute gehört Jabłoń katholischerseits zur Pfarrei Pisz, die nun zum Bistum Ełk der Römisch-katholischen Kirche in Polen. Auch die evangelischen Einwohner sind zur Kreisstadt hin orientiert, deren Kirchengemeinde zur Diözese Masuren der Evangelisch-Augsburgischen Kirche in Polen zugehörig ist.

## Verkehr
Jabłoń liegt an einer Nebenstraße, die die Kreisstadt Pisz mit dem südlichen Umland verbindet und bis nach Łyse in der Woiwodschaft Masowien führt. Eine Bahnanbindung besteht nicht.